# Vladimír Guma Kulhánek
Vladimír „Guma“ Kulhánek (* 4. září 1944 Praha) je český baskytarista. Byl členem mnoha českých hudebních skupin např. Flamengo, Bohemia, Blues Band, Etc..., Stromboli, nebo Krausberry. Je oblíbeným studiovým hráčem a podílel se na dlouhé řadě hudebních alb různých žánrů.
Má velmi osobitý a nezaměnitelný styl plný bohatých figur. Jako jeden z mála českých baskytaristů používá bezpražcovou baskytaru. Jeho velkým vzorem je Jaco Pastorius.
Kulhánek vystudoval VŠCHT, ale už od studentských let se věnoval hudbě. Nejprve hrál na kytaru, pak se shodou náhod dostal k baskytaře a u té už zůstal. První významnější kapelou, ve které hrál byla skupina Donald. Se skupinou Flamengo natočil desku Kuře v hodinkách, která je považována za důležitý mezník české beatové hudby.
Od roku 1972 hrál v Semaforu. Pak následovalo působení v doprovodné kapele Evy Pilarové a krátké působení v předříhovské skupině Katapult. Dalšími zastaveními byla jazz rocková kapela Bohemia Leška Semelky, Kroky Františka Janečka a kapela Jany Kratochvílové. V letech 1981 až 1984 hrál společně s Lubošem Andrštem a Petrem Lipou v kapele Blues Band Luboše Andršta. Od roku 1985 vystupoval s Etc... Vladimíra Mišíka. V té době se zúčastňoval i jiných projektů – byl hostem Pražského výběru, s Michalem Pavlíčkem a Bárou Basikovou vytvořil Stromboli.
Po opuštění Etc hrál ve skupině Krausberry, doprovázel zpěvačku Annu K a vystupoval společně se Stanislavem Kubešem a Romanem Dragounem ve formaci T4. Kapela T4 ukončila činnost v roce 2019 pro neshody osobními názory Romana Dragouna (postoj k migrantům, k možnosti sňatku homosexuálů, k inkluzi…). Následně na základech T4 (Kulhánek, Stanislav Kubeš, Martin Kopřiva) vznikla kapela Prak, ve které zakrátko prvotního zpěváka Pavla Bohatého vystřídal v roce 2020 Honza Holeček, zpěvák a hráč na klávesové nástroje. Kulhánek také hrál ve skupině November 2nd a od listopadu 2011 v blues rockové kapele Kulhánek – Holeček – Razím – Kowacz. Roku 2018 se Kulhánek přidal k Holečkovi do jeho nově vzniklé kapely Livin Free.
V roce 2022 Kulhánek spolu s druhým původním členem Flamenga – kytaristou Pavlem Fořtem založil kapelu Flamengo Reunion Session. Dalšími členy se stali zpěvák a klávesista Honza Holeček, bubeník Jiří Zelenka a saxofonista a flétnista Vladimír „Boryš“ Secký.
Ke všem vyjmenovaným skupinám je potřeba připočítat ještě velké množství studiových nahrávek. Vladimír Kulhánek nemá přesný přehled o všech nahrávkách, odhaduje tento počet asi na osmdesát.
V roce 2013 byl uveden v kategorii Osobnost do Beatové síně slávy.
V roce 2019 proběhl v brněnském Sono centru u příležitosti 75. Kulhánkových narozenin koncert „Čas je mý kuře v hodinkách – Vladimír „Guma“ Kulhánek 75“, zaznamenaný Českou televizí. Zazpíval na něm i původní člen Flamenga Vladimír Mišík.
V dubnu 2023 byl hostem Marka Ebena v televizním pořadu České televize Na plovárně, kde zmínil svoji lásku k cyklistice.  

## Diskografie
Toto je nekompletní seznam studiových alb, na kterých se Vladimír Kulhánek podílel.
- Flamengo: Kuře v hodinkách (1971)
- Dežo Ursiny & Provisorium: Dežo Ursiny & Provisorium (1973)
- Bohemia: Zrnko písku (1978)
- Milan Lasica, Július Satinský a Jaroslav Filip – Bolo nás jedenásť (1981)
- Peter Lipa: Neúprosné ráno (1983)
- Stromboli: Stromboli (1987)
- Vladimír Mišík a Etc...: Etc...4 (1987)
- Vladimír Mišík a Etc...: 20 deka duše (1990)
- Vladimír Mišík a Etc...: Jen se směj (1993)
- Vladimír Mišík a Etc...: Live – unplugged (1994)
- Bratři Ebenové: Tichá domácnost (1995)
- Vladimír Mišík a Etc...: Město z peřin (1996)
- Krausberry: Šiksa a gádžo (1998)
- Bratři Karamazovi: Apokalypsa – obrazy Janova zjevení (2001)
- November 2nd: Midnight Desert (2002)
- November 2nd: Little Miss Behavin' & the Troublemakers (2005)
- November 2nd: Night Walk with Me (2011)
- T4: Pár tónů a slov
- Livin Free: Voices from Beyond (2019)[12]
- Flamengo Reunion Session: Live (2022)[13]